# Jankovice, Uherské Hradiště
Jankovice là một làng thuộc huyện Uherské Hradiště, vùng Zlínský, Cộng hòa Séc.